# Bundesarbeitsgemeinschaft kritischer Polizistinnen und Polizisten
Die Bundesarbeitsgemeinschaft kritischer Polizistinnen und Polizisten (Hamburger Signal) (BAG), als Selbstbezeichnung auch „Die Kritischen“ genannt, ist ein 1987 von Polizeibeamten gegründete Bürgerrechtsbewegung. Er setzt seine Schwerpunkte auf Themen wie Menschenrechte und Bürgerrechte insbesondere im Bereich des Polizeidienstes in der Bundesrepublik Deutschland. Sitz der Vereinigung ist Hamburg, die Geschäftsstelle befindet sich in Geesthacht. Sprecher ist der wegen eines Strafurteils entlassene Polizist Thomas Wüppesahl.

## Vereinsziele
Die BAG strebt eine Demokratisierung der Polizei im Innen- und Außenverhältnis und deren Transparenz für die Öffentlichkeit ebenso an wie die Zusammenarbeit mit anderen im Polizeidienst Tätigen und ihren Organisationen.
Die BAG äußert sich zu vielfältigen Fragen der Inneren Sicherheit und Kriminalpolitik, zu Problemen innerhalb oder im Zusammenhang mit der Institution Polizei, sowie weiteren bürgerrechtlichen Themen. Hierbei arbeitet der Verein mit verschiedenen Bürgerrechtsgruppen, Parteien und Vereinen zusammen, organisiert Tagungen, Seminare und Kongresse.
Mitglieder können aktive und ehemalige Mitarbeiter im Polizeidienst werden.

## Geschichte
Der Verein wurde am 18. Januar 1987 in Bonn gegründet. Zu den Gründungsmitgliedern zählen Manfred Mahr, Manfred Such und Thomas Wüppesahl. Neben einem Bundesverband und einem Bundesvorstand wurden in einigen Bundesländern auch Landesverbände mit regionalen Gruppen gegründet.
Hintergrund waren die Erfahrungen der am 7./8. Juni 1986 gewalttätig verlaufenen Demonstrationen um das Kernkraftwerk Brokdorf und der Ereignisse während eines Polizeieinsatzes in Hamburg anlässlich einer Demonstration auf dem Heiligengeistfeld, auch bekannt als Hamburger Kessel. Zu den ersten Forderungen der späteren Verbandsmitglieder gehörte 1986 ein Umdenken in der Ausbildung von Polizisten.
Die BAG erhielt größere Beachtung, als das Gründungsmitglied Manfred Such 1989 in der WDR-Talk-Show "Drei vor Mitternacht" erklärte, er erlebe im Dienst „fast täglich“ rechtswidrige Handlungen von Kollegen, was er in seiner Publikation Bürger statt Bullen weiter ausführte. Nachdem 66 von Suchs Kollegen Strafanträge gestellt hatten, erhob die Staatsanwaltschaft Arnsberg im Jahre 1988 Anklage wegen Beleidigung. Das Verfahren wurde schließlich eingestellt.
Die BAG erhielt 1988 den Gustav-Heinemann-Bürgerpreises der SPD, die damit das Eintreten „für mehr demokratische Gesinnung und Strukturen in der Polizei“ und „besonders für das Recht und die Pflicht zu Widerspruch und selbstkritischer Prüfung“ würdigte.
In diesem Zusammenhang erfuhr Manfred Such im Rahmen seiner Fahndungstätigkeit von der Existenz von „Rosa Listen“, welche in Schreibtischschubladen für Verfahren im Zusammenhang mit homosexuellen Milieus vorrätig gehalten worden sein sollen. Such und ein Kölner Beamter forderten das Ende der „Rosa Listen“ und eine Aufklärung des Falles, was eine Strafanzeige des Kölner Kripochefs nach sich zog. Später wurden Beauftragte für Angelegenheiten homosexueller Polizeibeschäftigter geschaffen und es wurde auf Initiativen und Vereine zugegangen. Man erkannte hierdurch, dass Gewalt gegen schwule Männer und lesbische Frauen oft nicht hinreichend aufgeklärt und stattdessen eher der Verdacht gegen diesen Personenkreis erhoben wurde.
Polizeibeamte gründeten 1988 in Berlin den eingetragenen Verein, den sie gemeinsam bis ca. 1999 gestalteten.
Der nordrhein-westfälische Polizei- und Kriminalbeamte Bernward Boden sorgte durch aktive Öffentlichkeitsarbeit und Stellungnahmen, Vorträge, Seminare und Podiumsdiskussionen zu polizeirelevanten kritischen Themen für das Bekanntwerden der Bundesarbeitsgemeinschaft. Boden und Mahr waren es, die mit dem Kirchentagspräsidenten Helmut Simon für mehrmalige Teilnahmen an evangelischen Kirchentagen sorgten.
Im Jahre 2001 reichten die finanziellen Mittel des Verbandes kaum mehr für eine Fortsetzung der Arbeit. Die finanziellen Probleme entstanden unter anderem durch zwei Unterlassungsklagen des Berliner Polizeipräsidenten Hagen Saberschinsky und eines weiteren Polizeidirektors. Es kam auch zu internen Auseinandersetzungen. Das zwischen 2001 und 2004 schwebende Insolvenzverfahren wurde im August 2004 durch einen Beschluss des Amtsgerichts Hamburg als Insolvenzgericht beendet; die BAG kritischer Polizistinnen und Polizisten ist seitdem wieder voll geschäftsfähig.
Zeitweise wurde die Vereinigung durch die Bundessprecher Bernward Boden, Jürgen Bugla und andere vertreten, später auch von Martin Herrnkind sowie von weiteren Vorstandsmitgliedern, unter anderem wesentlich von Jürgen Korell.
Zu den vergangenen Kritikpunkten zählten das polizeiliche Vorgehen bei den Atomtransporten nach Gorleben, Protesten gegen Stuttgart 21 und bei den Demonstrationen in Hamburg am 21. Dezember 2013. Zu den Forderungen zählt die allgemeine Kennzeichnungspflicht für Polizisten.
Seit 2011 fanden keine Mitgliederversammlungen mehr statt.

## Publikationen
Ab März 1990 wurde in unregelmäßigen Abständen die Verbandszeitschrift Unbequem herausgegeben, in der Beiträge zur innerpolizeilichen Diskussion über Demokratie, Bürgerrechte und Menschenrechte besprochen wurden.
Die Zeitschrift wurde anfangs vor allem vom Wiesbadener Kriminalbeamten Jürgen Korell redaktionell geleitet. Später arbeiten auch Vereins-Geschäftsführer Reinhard Borchers und Martin Herrnkind und, ab 1997, Thomas Wüppesahl als Redaktionsverantwortliche bzw. Herausgeber hinzu.